# Präsidentenschloss (Wisła)
Das Präsidentenschloss (polnisch Zamek Prezydenta RP) ist ein aus dem 20. Jahrhundert stammendes Jagdschloss in den Schlesischen Beskiden auf einer Höhe von 615–650 Meter über NN in Wisła.

## Geschichte
Das Schloss wurde nach den Plänen von Adolf Szyszko-Bohusz in den Jahren von 1929 bis 1930 für den polnischen Präsidenten Ignacy Mościcki am Hang des Zadni Groń über dem Stausee Jezioro Czerniańskie unweit den Quellen der Weichsel, am Zusammenfluss der Biała Wisełka und der Czarna Wisełka, erbaut. Zuvor befand sich hier ein Jagdschloss von Friedrich von Habsburg aus dem Jahr 1906. Während des Ersten Weltkriegs waren hier unter anderem die Kaiser Wilhelm II. und Karl sowie die Generäle Paul von Hindenburg und Franz Conrad von Hötzendorf zu Gast. Nach dem Krieg wurde das Jagdschloss geplündert. 1927 wurde es restauriert und dem Präsidenten von Polen geschenkt, brannte jedoch kurz darauf ab. So beschloss man, das Schloss im modernistischen Stil wieder aufzubauen. Das neue Schloss wurde von 1931 bis 1952 und wieder ab 2002 als Residenz der polnischen Präsidenten genutzt.